# Derk Alssema
D.A. (Derk) Alssema (Muntendam, 29 juni 1986) is een Nederlandse bestuurder en CDA-politicus. Sinds 7 april 2020 is hij burgemeester van Gilze en Rijen.

## Biografie

### Opleiding en loopbaan
Tot 2003 ging Alssema naar de havo aan het Calvijn College. Van 2004 tot 2008 studeerde hij management, economie en recht aan de Hogeschool Zeeland. Van 2008 tot 2012 was hij procescontroller en van 2012 tot 2015 teamleider particulieren bij de Rabobank Oosterschelde. Hij was tot en met april 2020 voorzitter van de Raad van Advies van het IVN in Zeeland.

### Politieke loopbaan
Van 2006 tot 2010 was Alssema bestuurslid van het CDA in Goes en van 2007 tot 2017 van het CDJA in Zeeland. Van 2010 tot 2015 was hij gemeenteraadslid van Goes, vanaf 2014 als CDA-fractievoorzitter. Vanaf 2015 was hij wethouder van Goes en had hij in zijn portefeuille Ruimtelijke ordening en volkshuisvesting, Economische Zaken, Jeugd & Onderwijs, Sport, Energie- en Klimaatbeleid en Dierenwelzijn.
In februari 2020 werd Alssema door de gemeenteraad van Gilze en Rijen voorgedragen als burgemeester als opvolger van Jan Boelhouwer. In maart 2020 werd door de minister van Binnenlandse Zaken en Koninkrijksrelaties besloten hem voor te dragen voor benoeming middels koninklijk besluit. De benoeming ging in op 7 april 2020.

### Persoonlijk
Alssema is geboren in Muntendam, woonde vanaf zijn vijfde in Kapelle en was tot zijn burgemeesterschap woonachtig in Goes. Hij is gescheiden en droeg mede zorg voor twee kinderen. Anno 2024 is hij verloofd. 